# Biskupice (Svitavy)
Biskupice é uma comuna checa localizada na região de Pardubice, distrito de Svitavy.